# بینی اختاپوس
«بینی اختاپوس» (به انگلیسی: Squidward Nose) ترانه‌ای از رپر و خوانندهٔ آمریکایی کاپ‌کیک می‌باشد که به‌طور مستقل در ۱۱ ژانویهٔ سال ۲۰۱۹ منتشر گردید. در این ترانه به شخصیت اختاپوس هشت‌پا از سریال تلویزیونی باب‌اسفنجی شلوارمکعبی نیکلودئون پرداخته شده‌است.
در این ترانه کاپ‌کلیک از شریک جنسی‌اش شکایت می‌کند و می‌گوید که «آلت او از انگشتان پای من کوچک‌تر است / ترجیح می‌دهم بینی اختاپوس‌را سواری دهم.» این ترانه به‌خاطر متن‌های رکیکش از طریق تیک‌تاک مورد توجه قرار گرفت.

## پس‌زمینه
ترانه در ابتدا قرار بود «بینی پینوکیو» نام‌گذاری شود، اما خواننده پس از این‌که متوجه شد پینوکیو یک شخصیت کودک است آن‌را به اختاپوس تغییر داد.

## موزیک ویدئو
یک موزیک ویدئو در ۲۱ فوریهٔ ۲۰۱۹ منتشر شد که در آن کمدین جان ارلی حضور دارد. در موزیک ویدئو کاپ‌کیک در نقش یک سایرن و جان ارلی در نقش یک غواص ظاهر می‌شوند. در پایان موزیک ویدئو اختاپوس نیز ظاهر می‌شود، جایی‌که کاپ‌کیک مطابق با آن‌چه در ترانه گفته شده روی بینی او سواری می‌کند.